# Ruinen von Loropéni
Die Ruinen von Loropéni sind die Überreste einer ehemaligen Befestigungsanlage in der Gemeinde Loropéni im Süden des westafrikanischen Staates Burkina Faso, nahe der Grenze zur Republik Elfenbeinküste, Ghana und Togo, im heutigen Siedlungsgebiet des Volkes der Lobi.

## Beschreibung

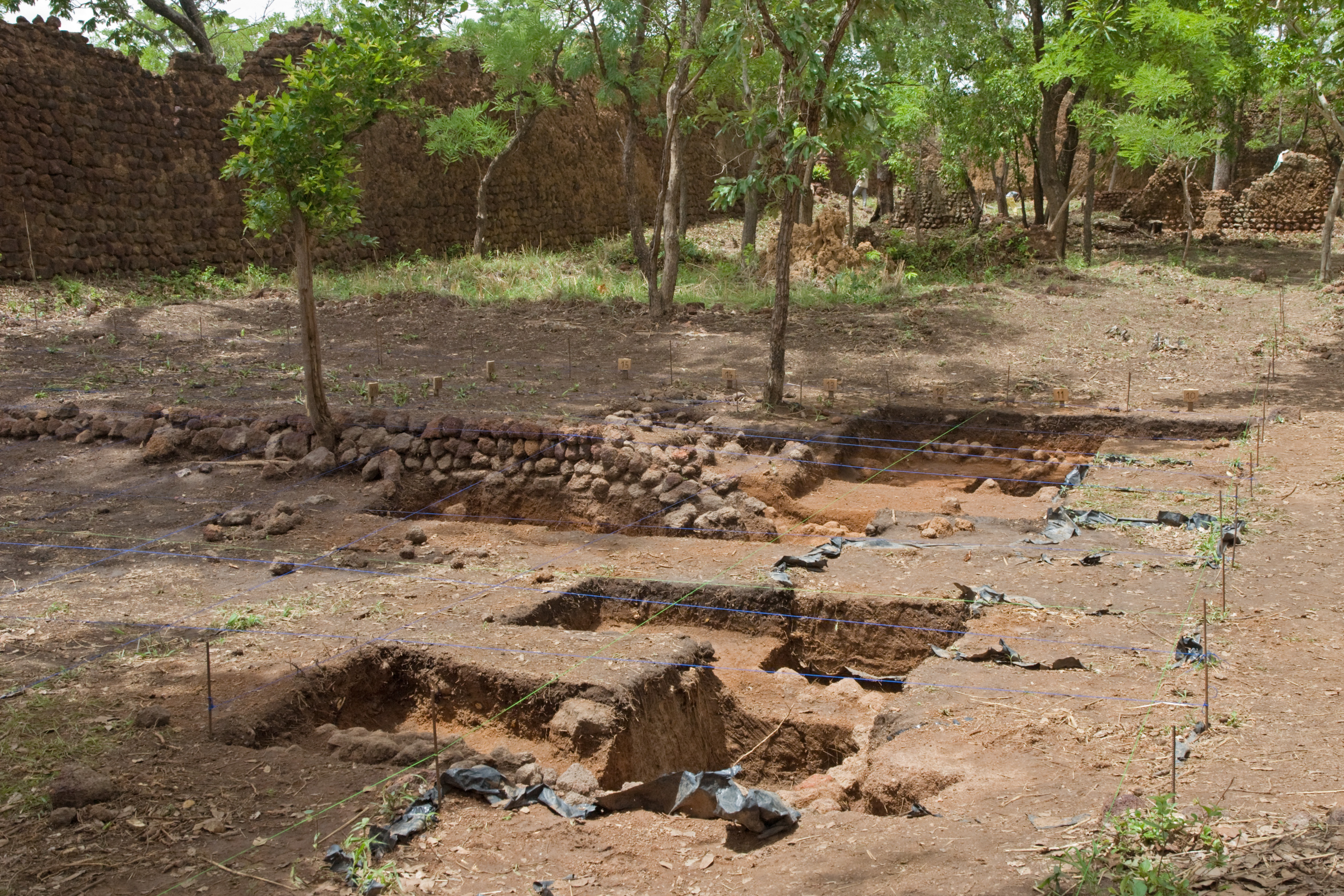
Archäologische Ausgrabungen innerhalb der Festungsmauern (Mai 2016)

Die Ruinen sind der besterhaltene Teil eines Systems von insgesamt zehn Befestigungsanlagen, die zum Schutz des ehemaligen Transsaharahandels errichtet wurden. Um die Ruinen der Festung von Loropéni hat sich im Lauf der Zeit eine Siedlung aus rund 100 Gebäuden aus Stein gebildet. Die Bauten wurden wahrscheinlich vom Volk der Kulango oder Loron errichtet, die die Gewinnung und -verarbeitung von Gold während der Blütezeit des Goldhandels zwischen dem 14. und 17. Jahrhundert kontrollierten.
Ein großer Teil der Anlagen ist bisher nicht ausgegraben und das Wissen über sie noch sehr gering. Nach neueren Forschungsergebnissen sind die Ruinen mindestens 1000 Jahre alt. Warum und wann die Anlagen aufgegeben wurden, ist unklar. Endgültig verlassen wurde die Siedlung wohl im frühen 19. Jahrhundert.
Im Juni 2009 wurden die Ruinen von Loropéni als erstes Objekt des Landes in die Liste des UNESCO-Welterbes aufgenommen. Das als Welterbe ausgewiesene Gebiet umfasst eine Fläche von rund 1,11 Hektar (inklusive einer zum Schutz dienenden Pufferzone sogar 278,4 Hektar).